# Warmeleithen
Warmeleithen ist ein Gemeindeteil der Stadt Bad Berneck im Fichtelgebirge im Landkreis Bayreuth (Oberfranken, Bayern). Warmeleithen liegt in der Gemarkung Bad Berneck.

## Geografie
Die Einöde liegt am Talrand des Weißen Mains. Eine Anliegerstraße führt nach Kutschenrangen (0,3 km südöstlich) bzw. zur Bundesstraße 303 bei Frankenhammer (0,3 km südlich). Ein Wirtschaftsweg führt nach Binning (0,8 km nordwestlich).

## Geschichte
Warmeleithen gehörte zur Realgemeinde Berneck. Gegen Ende des 18. Jahrhunderts bestand Warmeleithen aus einem Anwesen. Die Hochgerichtsbarkeit stand dem bayreuthischen Stadtvogteiamt Berneck zu. Der Rat Berneck war Grundherr des Hauses.
Von 1797 bis 1810 unterstand Warmeleithen dem Justiz- und Kammeramt Gefrees. Infolge des Ersten Gemeindeedikts wurde Warmeleithen dem 1812 gebildeten Steuerdistrikt Berneck und der zugleich entstandenen Munizipalgemeinde Berneck zugewiesen.

### Einwohnerentwicklung
| Jahr      | 001818 | 001861 | 001871 | 001885 | 001900 | 001925 | 001950 | 001961 | 001970 | 001987 |
| Einwohner | *      | 12     | 6      | 8      | 9      | 12     | 8      | 9      | 4      | 4      |
| Häuser    | *      |        |        | 2      | 2      | 1      | 1      | 2      |        | 1      |
| Quelle    | [ 6 ]  | [ 9 ]  | [ 10 ] | [ 11 ] | [ 12 ] | [ 13 ] | [ 14 ] | [ 15 ] | [ 16 ] | [ 1 ]  |

## Religion
Warmeleithen ist evangelisch-lutherisch geprägt und bis heute nach (Bad) Berneck gepfarrt.